# Isla de Kirrin

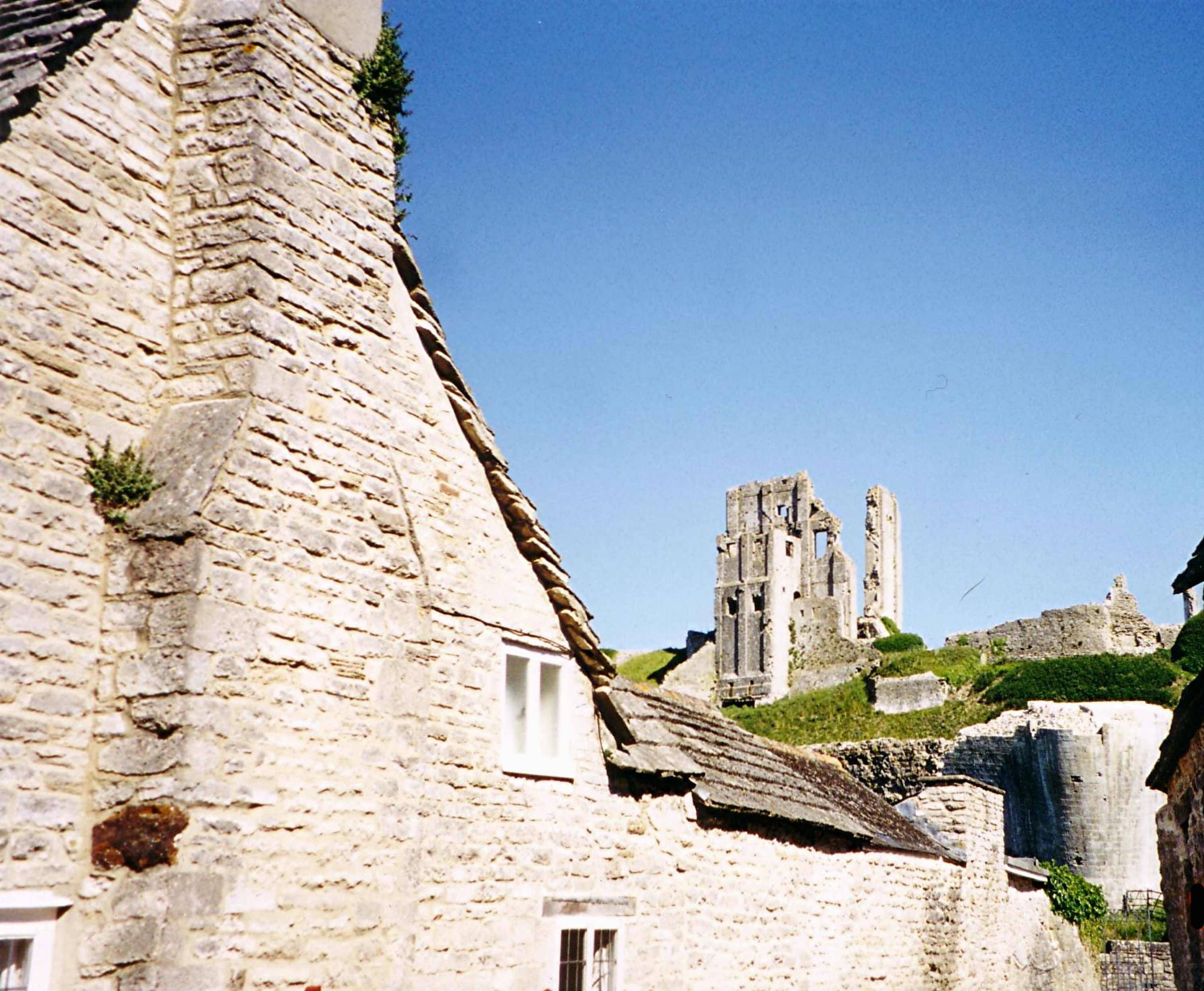
Lugar elegido como Isla de Kirrin en la serie de televisión de 1997.

La Isla de Kirrin es un lugar de ficción, escena de numerosas aventuras en las obras Los Cinco, una de las sagas de literatura juvenil más populares de la Historia, creada por Enid Blyton.

## Descripción
La Isla de las novelas se sitúa en algún lugar de la costa de Inglaterra y posee un castillo en ruinas que conserva alguna torre, mazmorras, etc. La isla es propiedad de la familia Kirrin, concretamente de los antepasados de la madre de Jorgina (o Jorge), una de las protagonistas de Los Cinco.
La autora se inspiró para la isla en una de las pequeñas Islas del Canal, donde fue de luna de miel en 1924. Para el Castillo de Kirrin se inspiró probablemente en el Castillo de Corfe en el condado de Dorset. 
Para la serie que se rodó entre 1996 y 1997 (editada en video y DVD), se escogió la zona del castillo Corfe Castle (en la Isla de Purbeck) para situar la isla, pues ésta no existe físicamente.
En este lugar transcurren algunas de las más emocionantes aventuras de Los Cinco, donde aparecieron, entre otros objetos, tesoros y barcos hundidos.
- Datos: Q1088125